# Abu-l-Wafà Muhàmmad al-Buzajaní
Abu-l-Wafà Muhàmmad al-Buzajaní, de nom complet Abu-l-Wafà Muhàmmad ibn Muhàmmad ibn Yahya ibn Ismaïl ibn al-Abbàs al-Buzajaní (àrab: ابوالوفا محمد بن محمد بن یحیی بن اسماعیل بن العباس البوزجانی, Abū l-Wafā Muḥammad b. Muḥammad b. Yaḥyà b. Ismāʿīl b. al-ʿAbbās a-Būzajānī) (Buzhgan, 10 de juny del 940 - Bagdad, juliol del 998), fou un gran matemàtic àrab d'origen persa, nascut a Buzajan, al Kuhistan.

## Vida i obra
L'any 959 es va traslladar a Bagdad, aleshores la capital del califat, on va seguir la rica tradició astronòmica i matemàtica iniciada en el segle ix en aquesta ciutat, en la qual es va beneficiar del mecenatge dels emirs Àdud-ad-Dawla i del seu fill Xàraf-ad-Dawla, que li van encarregar construir, juntament amb Al-Quhí un gran observatori astronòmic que contenia un quadrant de més de sis metres i un sextant de divuit metres.
El seu text sobre aritmètica pràctica, Kitab fi ma yahtaj ilayh al-kuttab wa'l-ummal min 'ilm al-hisab, (per a escribes i comerciants), escrit entre els anys 961 i 976, va tenir una ampla difusió. Està dividit en set parts i cadascuna d'aquestes en set capítols. Les tres primeres parts són purament matemàtiques: 1) ràtios, 2) multiplicació i divisió i 3) mesures (d'àrees de figures, volums de sòlids i distàncies d'objectes). Els altres quatre són d'ordre pràctic, amb molts problemes i les seves solucions: 4) impostos, 5) canvis i participacions, 6) altres (diferents monedes, pagaments de salaris, etc.) i 7) altres qüestions del comerç.
També va escriure un tractat de geometria pràctica, Kitab fi ma yahtaju al-sani' min al-a'mal al-hansiyya, (per a artesans), però és menys original que l'anterior, i es limita a reproduir les fórmules conegudes d'Euclides, Arquimedes, Heró d'Alexandria, Pappus...
L'existència d'aquestes dues obres, la primera dirigida a funcionaris i comerciants, la segona a artesans, fa pensar que existien públics especialitzats que estaven acostumats a utilitzar aquests treballs en el seu nivell. A més, en el primer utilitza la numeració aràbiga (de fet, índia) mentre que al segon conta amb paraules, per facilitar la comprensió dels qui no estan versats.
El seu tractat d'astronomia, Al-Kitab al-Kàmil ('Llibre complet'), segueix l'Almagest de Ptolemeu, però en simplifica i millora els càlculs. Per aconseguir-ho, estableix una taula de sinus dels angles més precisa i més detallada, establint el sinus de 30° amb molta més precisió que Ptolemeu. Alguns autors li atribueixen el descobriment de la llei esfèrica dels sinus al segle x.
És en aquest camp de la trigonometria en què les seves aportacions són més rellevants, ja que les funcions trigonomètriques eren indispensables per a la solució dels triangles esfèrics que sorgien de l'astronomia. Així, per exemple, va establir la "regla de les quatre quantitats": Si {\displaystyle ABC} i {\displaystyle ADE} són dos triangles esfèrics amb angles rectes a {\displaystyle B} i {\displaystyle D} i un angle comú {\displaystyle A}, aleshores {\displaystyle \sin BC:\sin CA=\sin DE:\sin EA}. D'aquest teorema, es dedueix immediatament un dels casos especials del teorema de Menelau.
Pel que fa a l'astronomia, va mantenir una intensa relació per correspondència amb Al-Biruní, de la qual es conserven diverses cartes.
Segons sembla, existeix a la Biblioteca d'El Escorial un manuscrit seu (Casiri-933) que no ha estat estudiat.

## Obres
- Kitab fi-ma yahtaju ilay-hi al-kuttab wa-l-ummal min ilm al-hissab ('Llibre sobre el que és necessari de l'art de l'aritmètica per a escribes i comerciants')
- Al-Kitab al-Kàmil
- Kitab fi-ma yahtaju ilay-hi as-sunnà fi-amal al-hàndassa o Kitab al-hàndassa ('Llibre del que és necessari de construccions geomètriques per a artesans')